# 魔鬼山炮台

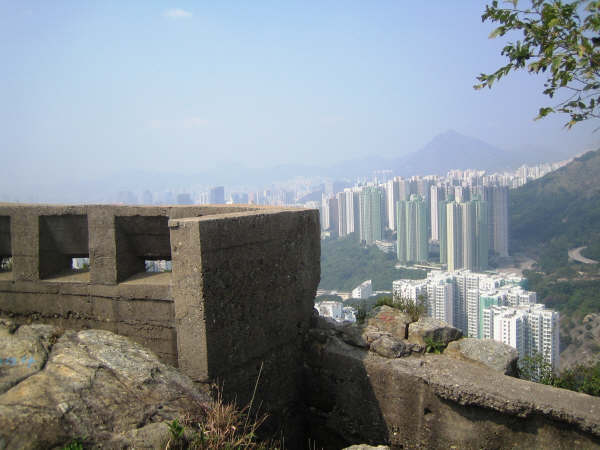
魔鬼山碉堡遺跡

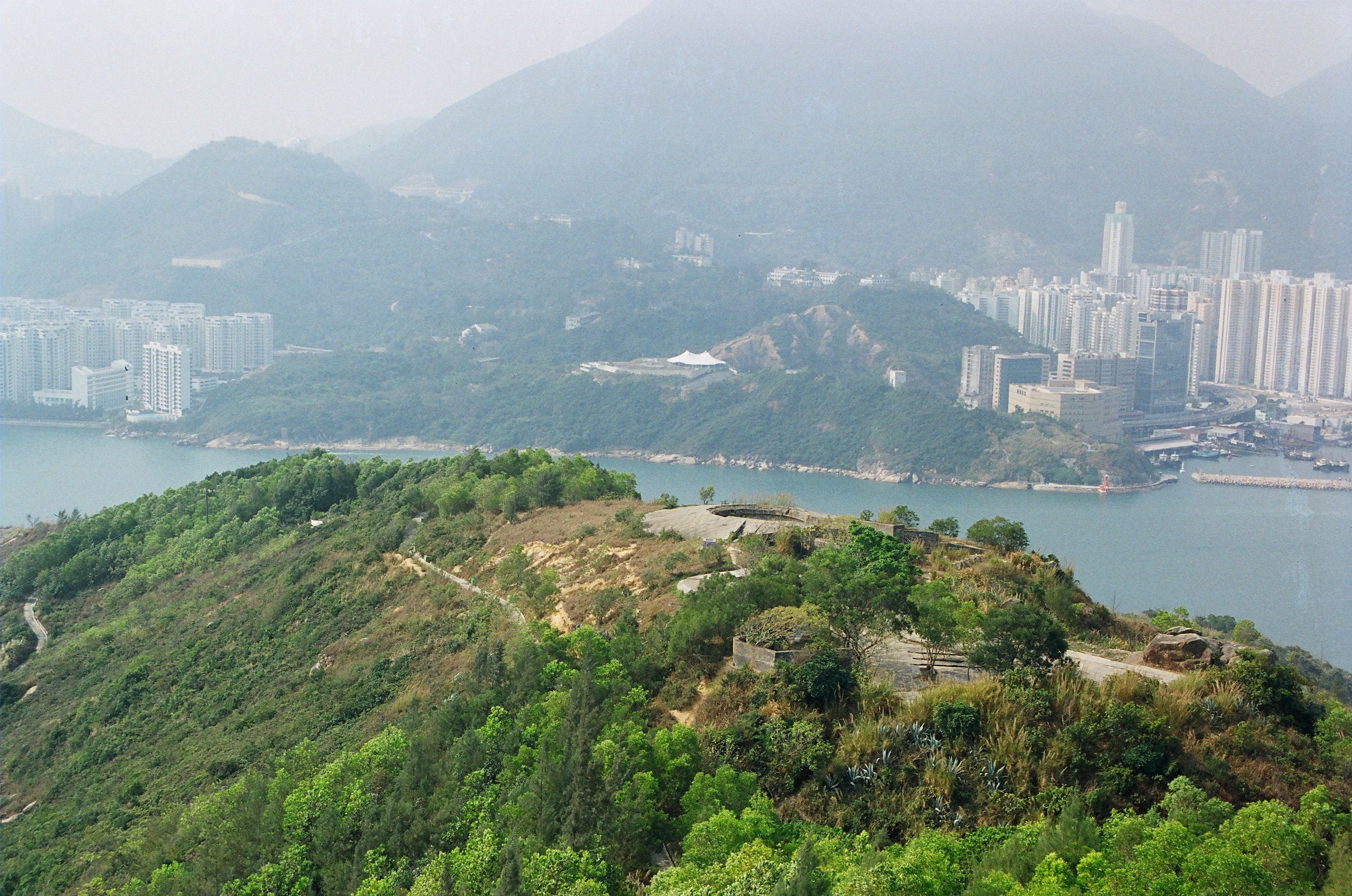
山上的歌賦炮台遺跡，對面海有頂幕處是鯉魚門炮台，即現在的香港海防博物館。

魔鬼山炮台（英語：Devil's Peak Battery，是香港昔日一個炮台，位於九龍油塘魔鬼山（該山因此炮台而亦被稱為「炮台山」）上。魔鬼山炮台由魔鬼山碉堡（魔鬼山要塞）、歌賦炮台（哥富炮台）及砵甸乍炮台組成。

## 歷史
英國人看中魔鬼山扼守維多利亞港東面入口鯉魚門，便於該處興建一系列的軍事設施，包括炮台、交通壕、火藥庫及碉堡等。這些建築於1902年落成啟用，當中包括歌賦炮台的兩座6吋炮（1909年將其中一座擴大為9.2吋炮）及砵甸乍炮台兩座9.2吋炮。然而，由於1930年代後期，英軍將防衛策略改為固守香港島，歌賦炮台的一門6吋海防炮於1910年移走，魔鬼山其餘三門9.2吋口徑海防炮亦先後於1935年至1939年轉移到香港島的赤柱及鶴咀。
在1941年12月8日爆發的香港保衛戰，日軍循陸路從新界北部進攻醉酒灣防線及城門谷的一帶，而且日軍在12月11日已經越過防線，英軍於12日撤退到香港島。魔鬼山炮台對阻擊日軍入侵九龍並沒有發揮很大的作用，但當英軍撤退香港島時仍有穩住退路的角色，是英軍在維多利亞港北岸的最後一個據點，直至13日清晨全數英軍渡海退守香港島。日軍佔領炮台後，魔鬼山成為日軍登陸香港島的其中一個根據地。炮台於戰後被棄用，成為軍事遺跡。

## 現況
魔鬼山炮台及碉堡遺址長期無人管理，有不少地方被人破壞及非法改建已變得面目全非。觀塘區議會在2007年為遺蹟進行了改善工程，加建通道及用鐵絲網圍起部分損壞的地方。但是有關工程並未對遺蹟進行有系統的修復，反而對原來的結構造成了不可復原的破壞，反映香港政府對歴史建築欠缺重視。
2007年改善工程對戰時遺跡造成破壞的圖片集：

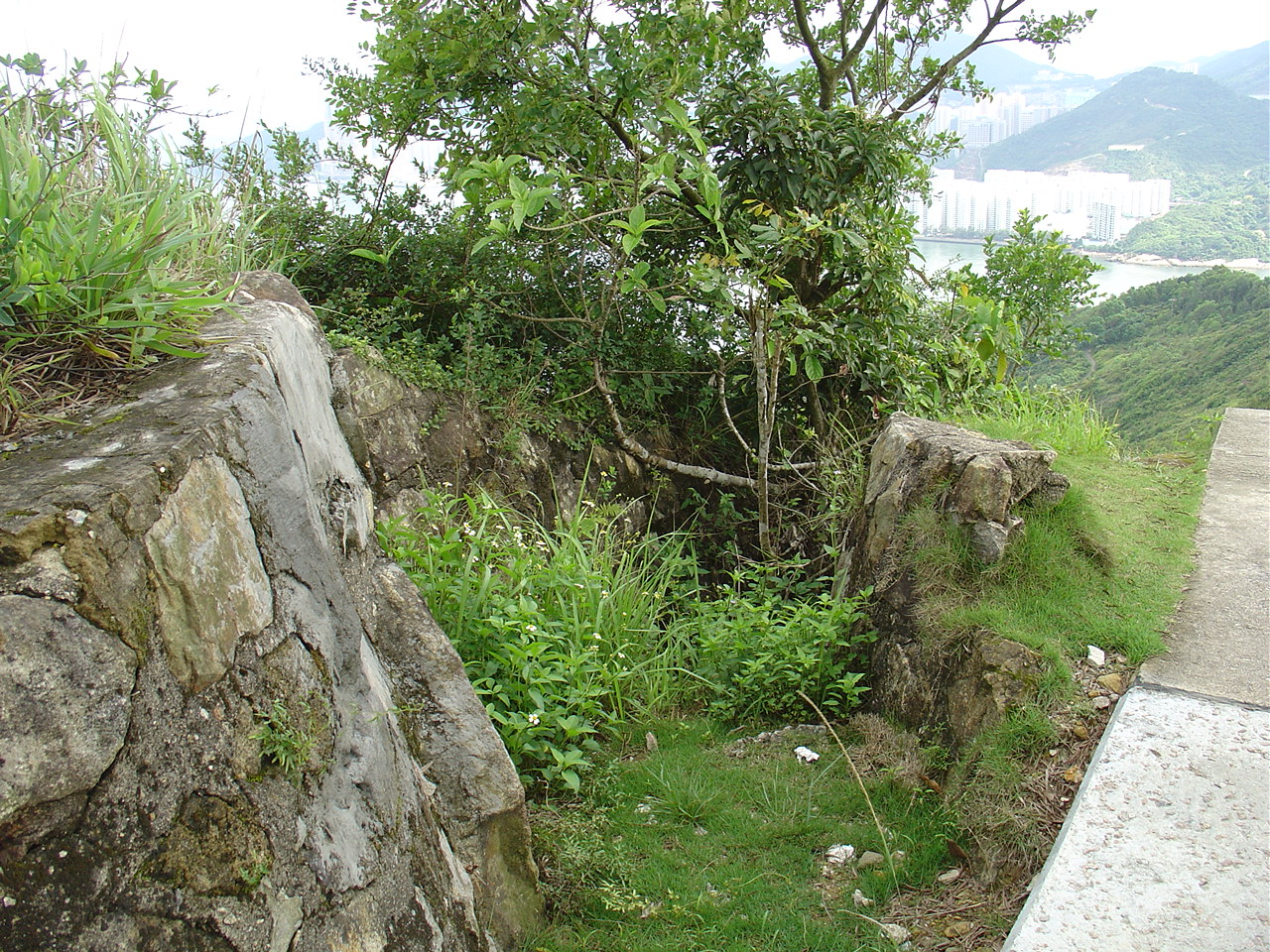
原本通往魔鬼山碉堡的戰壕被新建的通道破壞
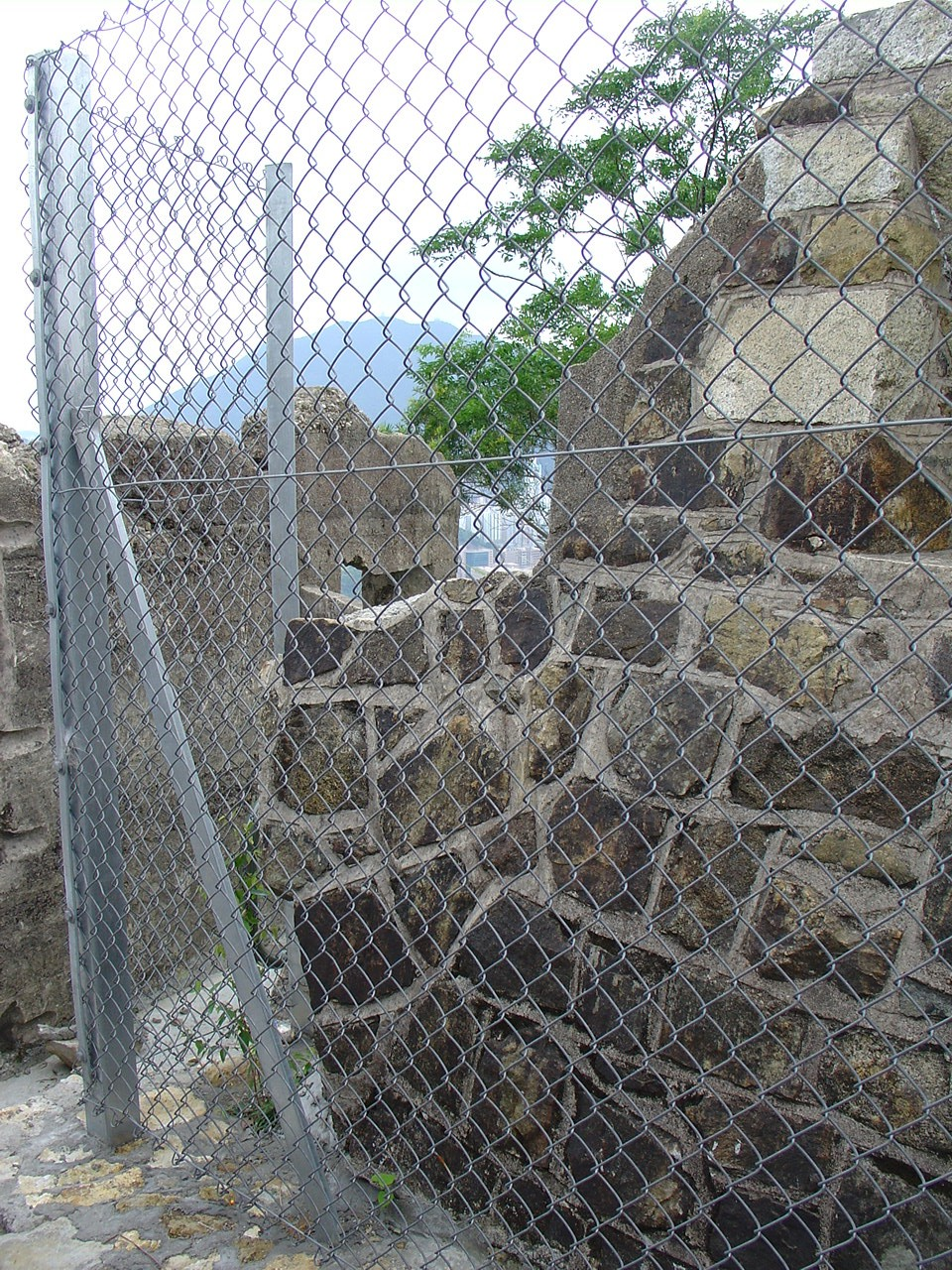
原碉堡的入口被拆毀
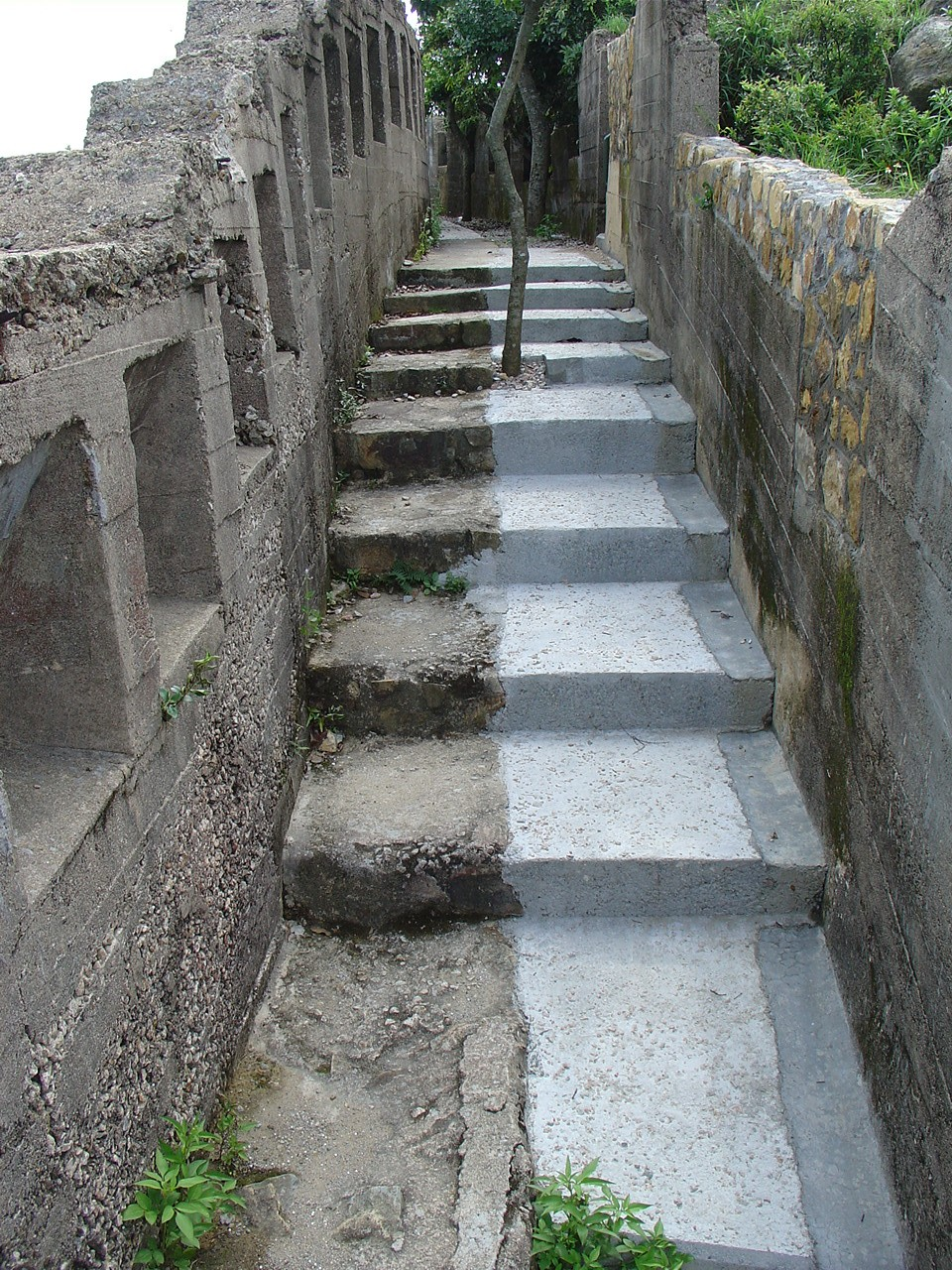
原碉堡兩段式的防禦通道被填平
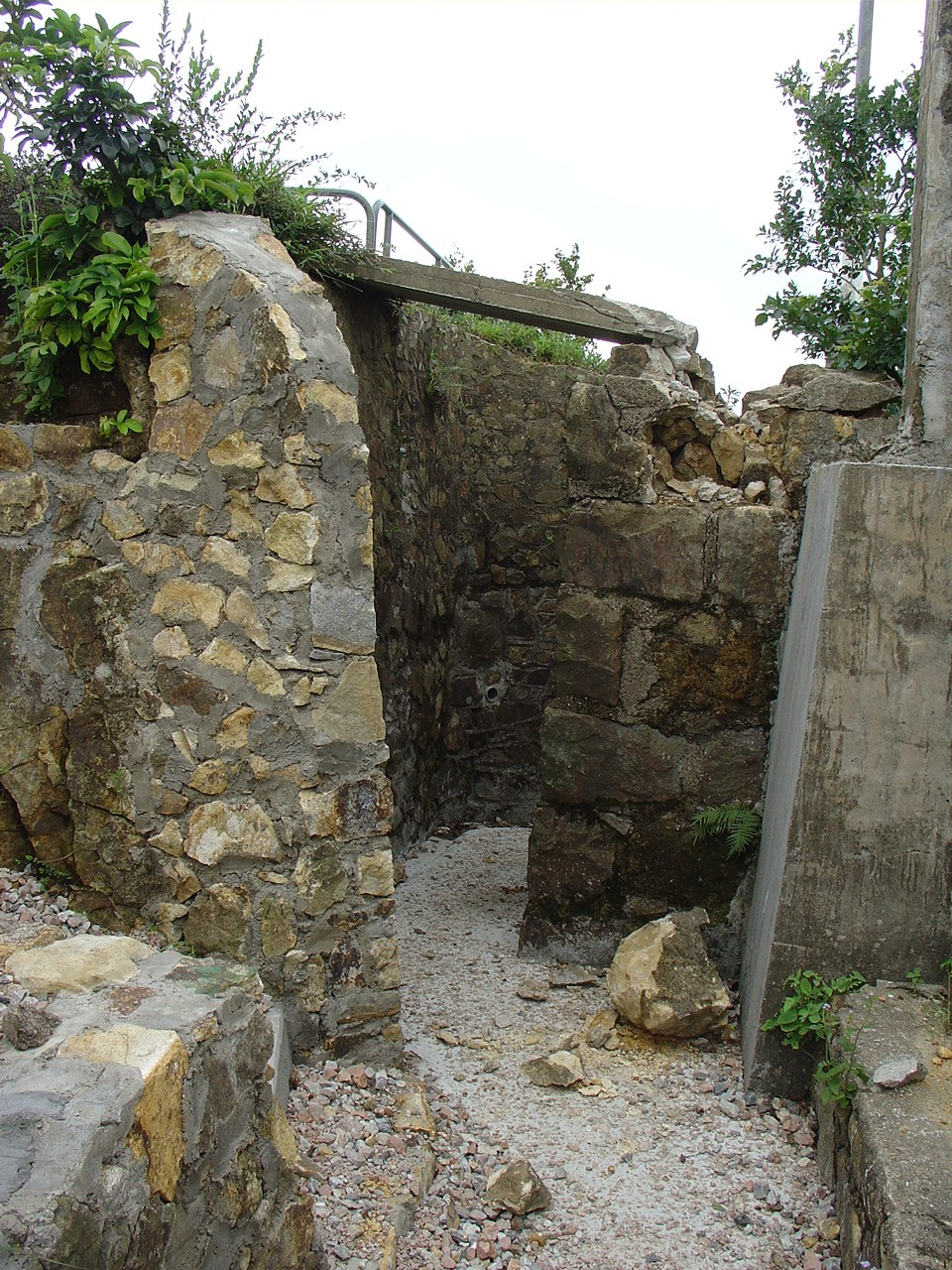
改建工程對原碉堡結構做成破壞
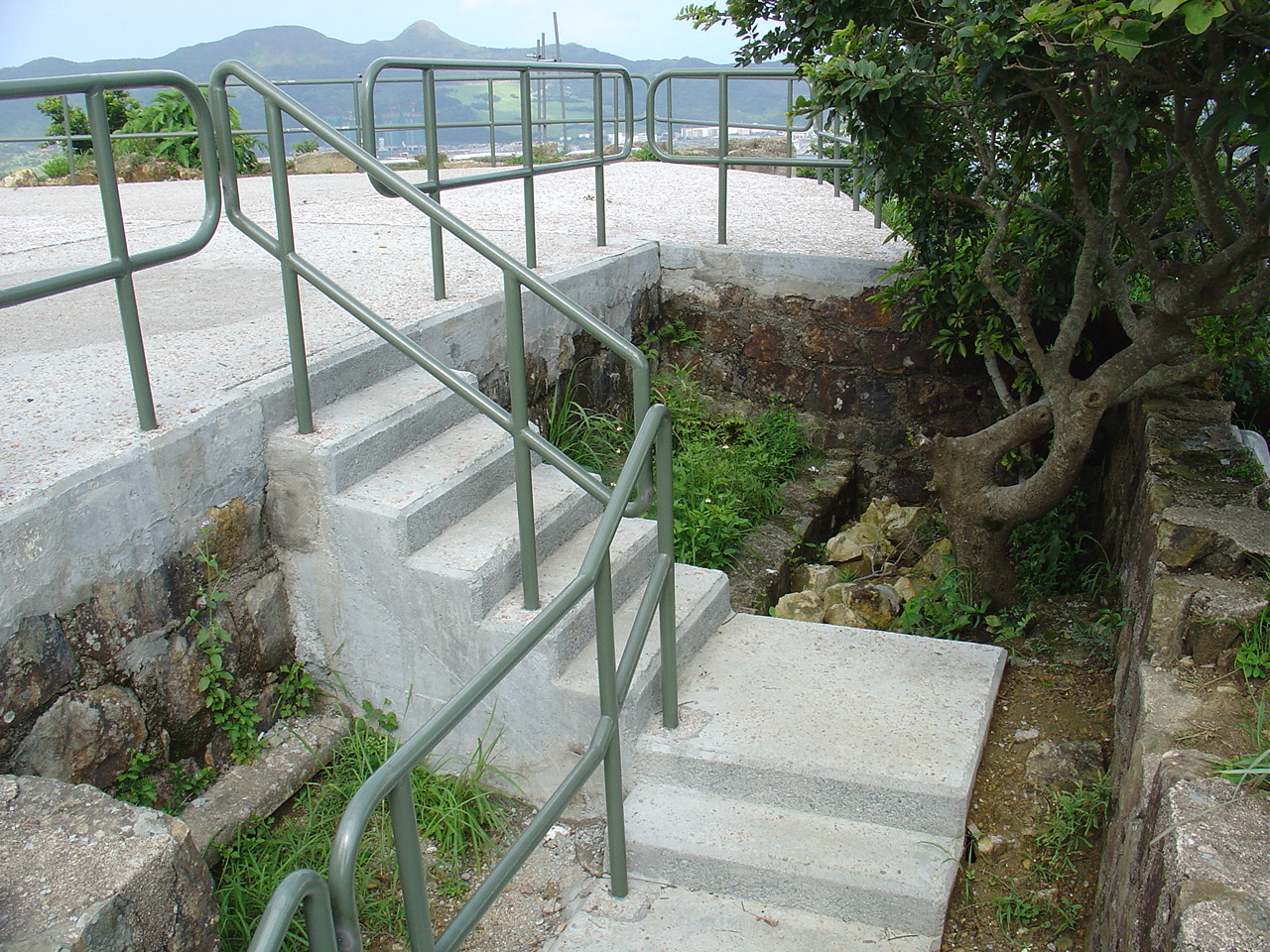
原碉堡廚房被填，更在遺跡頂部加建平台
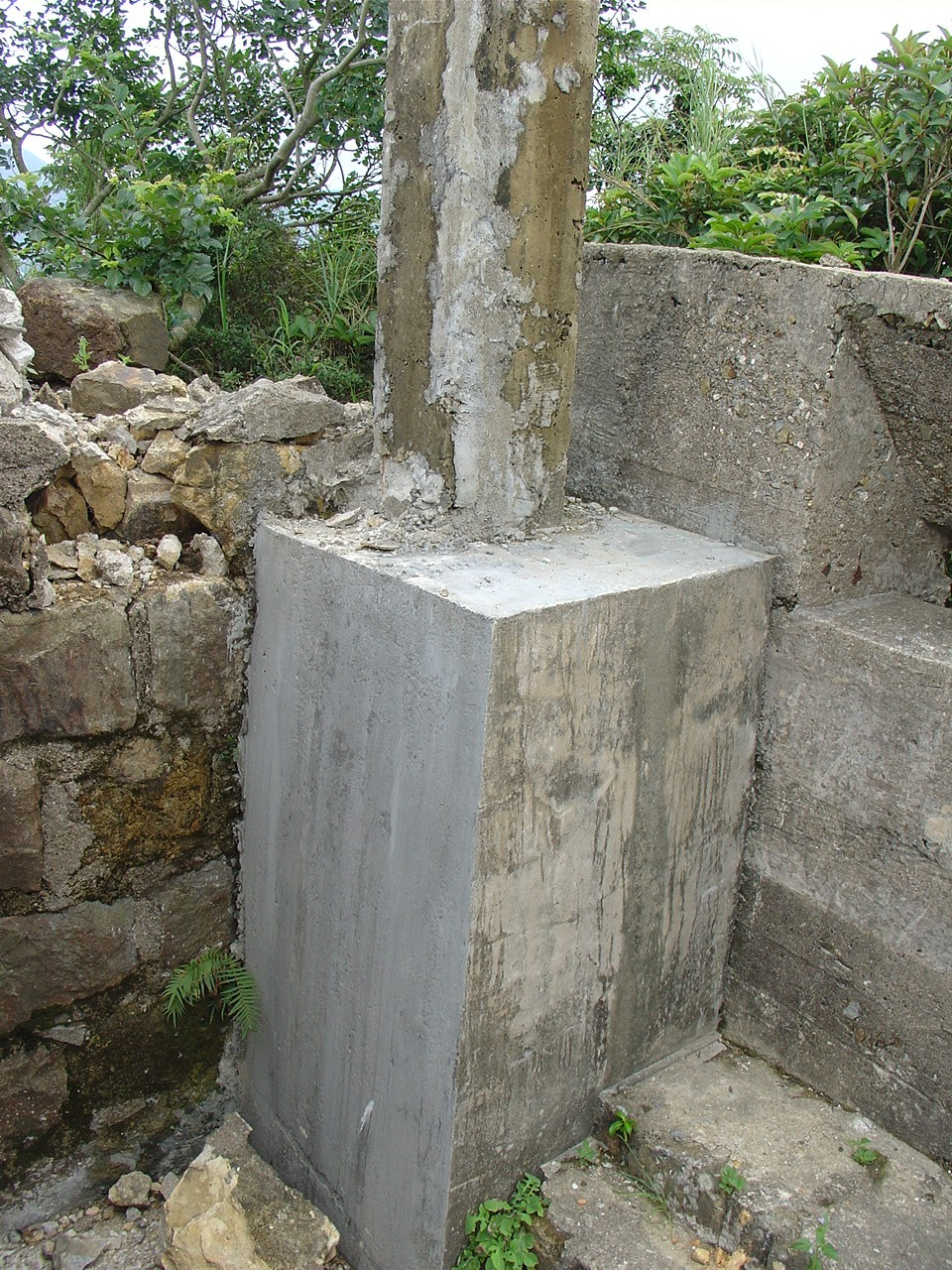
非法加建在碉堡上的旗杆